# Mabra nigriscripta
Mabra nigriscripta là một loài bướm đêm trong họ Crambidae.